# Their First Quarrel (film 1915)
Their First Quarrel è un cortometraggio muto del 1915 diretto da Sidney Drew.

## Produzione
Il film fu prodotto dalla Vitagraph Company of America.

## Distribuzione
Distribuito dalla General Film Company, il film - un cortometraggio in una bobina - uscì nelle sale cinematografiche statunitensi il 25 giugno 1915. La Favorite Films lo distribuì in un riedizione che uscì l'11 marzo 1918.